# Caggiano
Caggiano é uma comuna italiana da região da Campania, província de Salerno, com cerca de 3.010 habitantes. Estende-se por uma área de 35 km², tendo uma densidade populacional de 86 hab/km². Faz fronteira com Auletta, Pertosa, Polla, Salvitelle, Sant'Angelo Le Fratte (PZ), Savoia di Lucania (PZ), Vietri di Potenza (PZ).

## Demografia
| Variação demográfica do município entre 1861 e 2011                               |
|                                                                                   |
| Fonte: Istituto Nazionale di Statistica (ISTAT) - Elaboração gráfica da Wikipedia |